# Franciszek Lurski

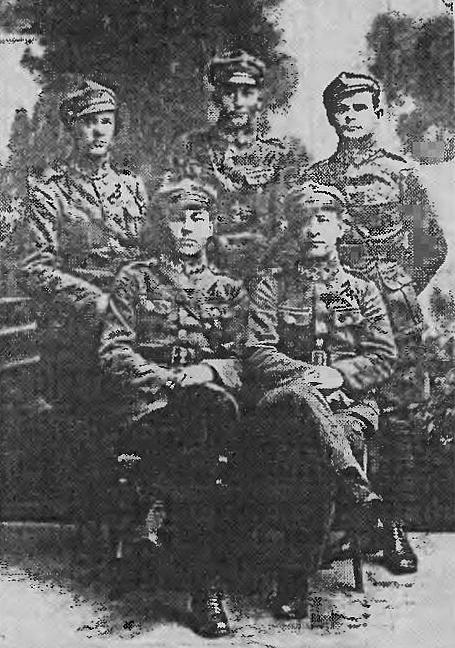
Franciszek Lurski (siedzi z lewej) wraz z żołnierzami Pułku Piechoty Legionów

Franciszek Lurski (ur. 15 grudnia 1895 w Starej Soli, zm. 3 stycznia 1963 w Sanoku) – major intendent Polskich Sił Zbrojnych, prześladowany i więziony przez władze komunistyczne PRL.

## Życiorys

### Służba wojskowa i zawodowa
Franciszek Lurski urodził się 15 grudnia 1895 w Starej Soli. W rodzinnej miejscowości uczył się w szkole powszechnej. Wraz z bratem Kazimierzem kształcił się w C. K. Gimnazjum Arcyksiężniczki Elżbiety w Samborze, gdzie w 1914 ukończył IV klasę. Działał w tajnych organizacjach niepodległościowych. Od stycznia 1914 należał do samborskiej drużyny Związku Strzeleckiego.
Po wybuchu I wojny światowej w Krakowie na początku sierpnia 1914 wstąpił do Pierwszej Kompanii Kadrowej, w szeregach której odbył marsz na Kielce. Następnie został żołnierzem Legionów Polskich, jesienią brał udział w walkach z Rosjanami, służąc w 2 kompanii II batalionu. Na początku stycznia 1915 informowano, że chory przebywał w Szpitalu Rezerwowym w Kremsier. Na początku 1915 został przydzielony do VII kompanii 5 pułku piechoty w składzie I Brygady, biorąc udział w działaniach wojennych swojej jednostki, m.in. w bitwie pod Konarami w maju 1915, bitwie pod Jastkowem na przełomie lipca i sierpnia 1915, bitwie pod Kostiuchnówką na początku lipca 1916. W tym okresie został mianowany starszym szeregowym 6 czerwca 1915, a następnie na stopień kaprala 25 października 1915. Od czerwca do sierpnia 1917 wskutek choroby (zapalenie wyrostka robaczkowego) przebywał na leczeniu w Szpitalu Ujazdowskim w Warszawie, a po rekonwalescencji odbywał służbę w Komendzie Taborów Legionów Polskich do połowy lutego 1918. 15 lutego 1918 został aresztowany przez władze austriackie (następstwa przekroczenia frontu pod Rarańczą w lutym 1918), po czym był osadzony w obozie internowania w Szeklence na ziemi węgierskiej. Od kwietnia 1918 służył na froncie włoskim w szeregach armii austriackiej, jednak w połowie tego roku otrzymał decyzję o niezdolności do służby wojskowej, wskutek czego powrócił do Starej Soli.
Po zakończeniu I wojny światowej pod koniec 1918 i po wybuchu konfliktu polsko-ukraińskiego z własnej inicjatywy dokonywał rozbrajania wycofujących się żołnierzy ukraińskich w Starej Soli. Zagrożony w związku z tym aresztowaniem podjął decyzję o opuszczeniu ziem polskich pod koniec marca 1919, odbył trasę przez Węgry i Czechosłowację, docierając na ziemie śląskie i niepodległej Rzeczypospolitej. Po przybyciu do Warszawy w połowie kwietnia 1919 został przyjęty do Wojska Polskiego i wstąpił do batalionu zapasowego sformowanego 5 pułku piechoty Legionów, uzyskując mianowanie na stopień sierżanta. Został przydzielony do Wojskowego Urzędu Gospodarczego w Siedlcach z dniem 9 czerwca 1919. Uczestniczył w wojnie polsko-bolszewickiej, otrzymując mianowanie na chorążego. Z rekomendacji kierującego siedleckim WUG, pochodzącego z ziemi sanockiej ppor. Emila-Holuki Charzewskiego, 25 lutego 1920 otrzymał awans na stopień podporucznika w korpusie oficerów gospodarczych i mianowanie na stanowisko oficera prowiantowego. Od 3 września 1920 służył w Wojskowej Fabryce Wędlin i Rzeźni w Lublinie, następnie od 1 maja 1921 w Rejonowym Zakładzie Gospodarczym w Chełmie, obejmując stanowisko zastępcy dowódcy, zaś 10 sierpnia tego roku otrzymał decyzję o mianowaniu oficerem zawodowym. W tym czasie został absolwentem kursu towaroznawczego na Akademii Handlowej we Lwowie.
Na przełomie 1921/1922 został awansowany na stopień porucznika i 3 maja 1922 został zweryfikowany w tym stopniu ze starszeństwem z dniem 1 czerwca 1919 roku i 81. lokatą w korpusie oficerów administracji, w dziale gospodarczym, a jego oddziałem macierzystym był wówczas Wojskowy Okręgowy Zakład Gospodarczy Nr II w Lublinie. W latach 1923–1924 pozostawał na stanowisku zastępcy kierownika Rejonowego Zakładu Gospodarczego Chełm w Zamościu, pozostając oficerem nadetatowym Okręgowego Zakładu Gospodarczego Nr II w Lublinie. 1 grudnia 1924 został awansowany na kapitana ze starszeństwem z dniem 1 lipca 1923 i 69,5. lokatą w korpusie oficerów administracji, w dziale gospodarczym. Z dniem 1 stycznia 1925 został przeniesiony do kadry oficerów służby intendentury. W listopadzie 1926 został przeniesiony z 7 pułku piechoty Legionów do Korpusu Ochrony Pogranicza. Z dniem 15 sierpnia 1933 został przeniesiony z korpusu oficerów administracji, grupa administracji intendentury, do korpusu oficerów intendentów z zachowaniem posiadanego stopnia i starszeństwa. Prowadził inspekcje placówek KOP. Dysponował rangą starszego inspektora KOP. W marcu 1939 pełnił służbę w Szefostwie Intendentury Dowództwa KOP w Warszawie na stanowisku kierownika referatu mundurowego Wydziału Materiałowego. Z dniem 30 czerwca 1939 został przeniesiony w stan spoczynku, w stopniu kapitana intendenta. 
Od 1 lipca do 31 sierpnia 1939 sprawował stanowisko pełnomocnika wojskowego w Wojskowej Fabryce Broni w Sanoku, odpowiadając za nadzór nad produkcją broni i sprzętu, przeznaczonych dla Wojska Polskiego (według różnych źródeł były to Zjednoczone Fabryki Maszyn, Kotłów i Wagonów – L. Zieleniewski i Fitzner-Gamper, Spółka Akcyjna, Fabryka Sanocka bądź Polska Spółka dla Przemysłu Gumowego. W okresie II Rzeczypospolitej uprawiał myślistwo.
Po wybuchu II wojny światowej na początku kampanii wrześniowej Franciszek Lurski wraz z załogą sanockiej fabryki ewakuował się w kierunku wschodnim, jednak po dotarciu do Tarnopola i wieściach o agresji ZSRR na Polskę z 17 września 1939 powrócił do Sanoka. Zagrożony aresztowaniem przez Niemców, tymczasowo przebywał w ukryciu w Raczkowej korzystając z pomocy swego zwierzchnika sprzed niespełna 20 lat, mjr. Emila Holuki-Charzewskiego. W listopadzie 1939 postanowił przedostać się na Zachód do formowanych wojsk polskich. Podczas trasy został zatrzymany i był internowany w Zebegény do 1 maja 1940, po czym odzyskał wolność i podążył w kierunku południowym, przez Jugosławię, Bułgarię, Grecję, do Palestyny, gdzie 21 października 1940 został przyjęty do Legii Oficerska w składzie Polskich Sił Zbrojnych na Zachodzie. W grudniu 1940 został kwatermistrzem w batalionie gospodarczym batalionu zapasowego w Samodzielnej Brygadzie Strzelców Karpackich, zaś od 22 czerwca 1941 objął stanowisko kierownika referatu materiałowego i zaopatrzenia w Szefostwie Intendentury. Od stycznia 1942 służył na ziemi perskiej, pełniąc funkcję zastępcy kwatermistrza i szefa intendentury, po czym 18 grudnia 1942 był kwatermistrzem 3 Brygady Strzelców Karpackich, a po scaleniu od 12 marca 1943 także kwatermistrzem w 5 Brygadzie, a wkrótce potem od 1 maja 1943 służył w Biurze Rozrachunkowym Armii Polskiej na Wschodzie. Po odniesieniu ciężkich ran był leczony przez pięć miesięcy w Egipcie.
Pod koniec 1944 trafił do Włoch, gdzie zmuszony był do leczenia szpitalnego (według Romana Bańkowskiego jego wuj Franciszek Lurski pełnił m.in. funkcję oficera łącznikowego, uczestniczył w działaniach wojennych w Afryce, w kampanii włoskiej, w tym w bitwie o Monte Cassino, gdzie został ciężko ranny, co skutkowało później uznaniem go inwalidą wojennym). Następnie sprawował stanowisko zastępcy komendanta miasta Rzym do spraw gospodarczych do 26 listopada 1946. Później przedostał się do Wielkiej Brytanii, gdzie był oficerem 8 Pułku Artylerii Przeciwlotniczej na przełomie 1946/1947. Służył do 14 sierpnia 1947.
Zdecydował się na powrót do powojennej Polski Ludowej i w sierpniu 1947 przybył do Sanoka. Tam wówczas został zatrudniony jako urzędnik w Rejonowym Kierownictwie Robót Wodno-Melioracyjnym w Sanoku, kierowanym przez inż. Rudolfa Grossmana. Uchwałą Rady Miejskiej w Sanoku z około 1948/1949 został uznany przynależnym do gminy Sanok. Po roku pobytu w rodzinnym mieście, od 1948 był obiektem inwigilacji i rozpracowywania ze strony służb komunistycznych Urzędu Bezpieczeństwa Publicznego. Był przesłuchiwany, później po przeprowadzeniu szczegółowej rewizji 21 października 1950 został zatrzymany, a 7 listopada 1950 aresztowany. Podstawą było wysunięte podejrzenie o rozsiewanie wrogiej propagandy, a także wychwalanie zachodniej demokracji. Po skierowaniu aktu oskarżenia przez oficera Powiatowego UBP w Sanoku w grudniu 1950, w dniu 17 lutego 1951 przed Sądem Wojewódzkim w Rzeszowie na rozprawie wyjazdowej w Sanoku. Franciszek Lurski został oskarżony o popełnienie czynów zabronionych opisanych w art. 22 i 29 Dekretu z dnia 13 czerwca 1946 r. o przestępstwach szczególnie niebezpiecznych w okresie odbudowy państwa (tzw. mały kodeks karny) oraz z art. 111 § 2 kodeksu karnego. Przepisy dotyczyły kolejno rozpowszechniania fałszywych informacji na szkodę interesów Państwa Polskiego (art. 22), szydzenie z ustroju Państwa Polskiego bądź pochwalania faszyzmu lub nawoływanie do niego (art. 29) oraz zniewagi przedstawiciela dyplomatycznego obcego kraju w Państwie Polskim (art. 111; w tym przypadku przypisano Lurskiemu rzekomą obrazę Józefa Stalina). Był przetrzymywany w siedzibie sanockiego PUBP, a jego proces odbył się w budynku sądu w Sanoku. Podczas procesu osoba Franciszka Lurskiego została pochlebnie przedstawiona przez jego przełożonego, inż. Grossmana, zaś inni świadkowie odwołali swoje wcześniejsze zeznania. Wyrokiem sądu uznano winę Lurskiego jedynie z art. 22 ww. dekretu i skazano go na karę 8 miesięcy pozbawienia wolności za zaliczeniem pobytu w areszcie tymczasowym. Względnie niski wymiar kary był efektem humanitarnego podejścia do oskarżenia, reprezentowanego przez prokuratora Dziubana. Franciszek Lurski został ponadto zdegradowany wojskowo.
Po odbyciu kary i wyjściu na wolność, pozostając z nieodwracalnym uszkodzeniem zdrowia, nadal był obiektem szykan i prześladowań ze strony władz komunistycznych, natykając się na trudności w uzyskaniu zatrudnienia. Podjął pracę w sanockiej Spółdzielni Inwalidów „Spójnia”, gdzie był członkiem zarządu, a później pełnił funkcję kierownika Rozlewni Wód Gazowanych. Nie otrzymał także emerytury. Dotknięty paraliżem otrzymał I grupę inwalidzką. Zmarł 3 stycznia 1963 w Sanoku w następstwie udaru mózgu. Został pochowany na cmentarzu komunalnym w Sanoku 5 stycznia 1963.

### Rodzina i życie prywatne

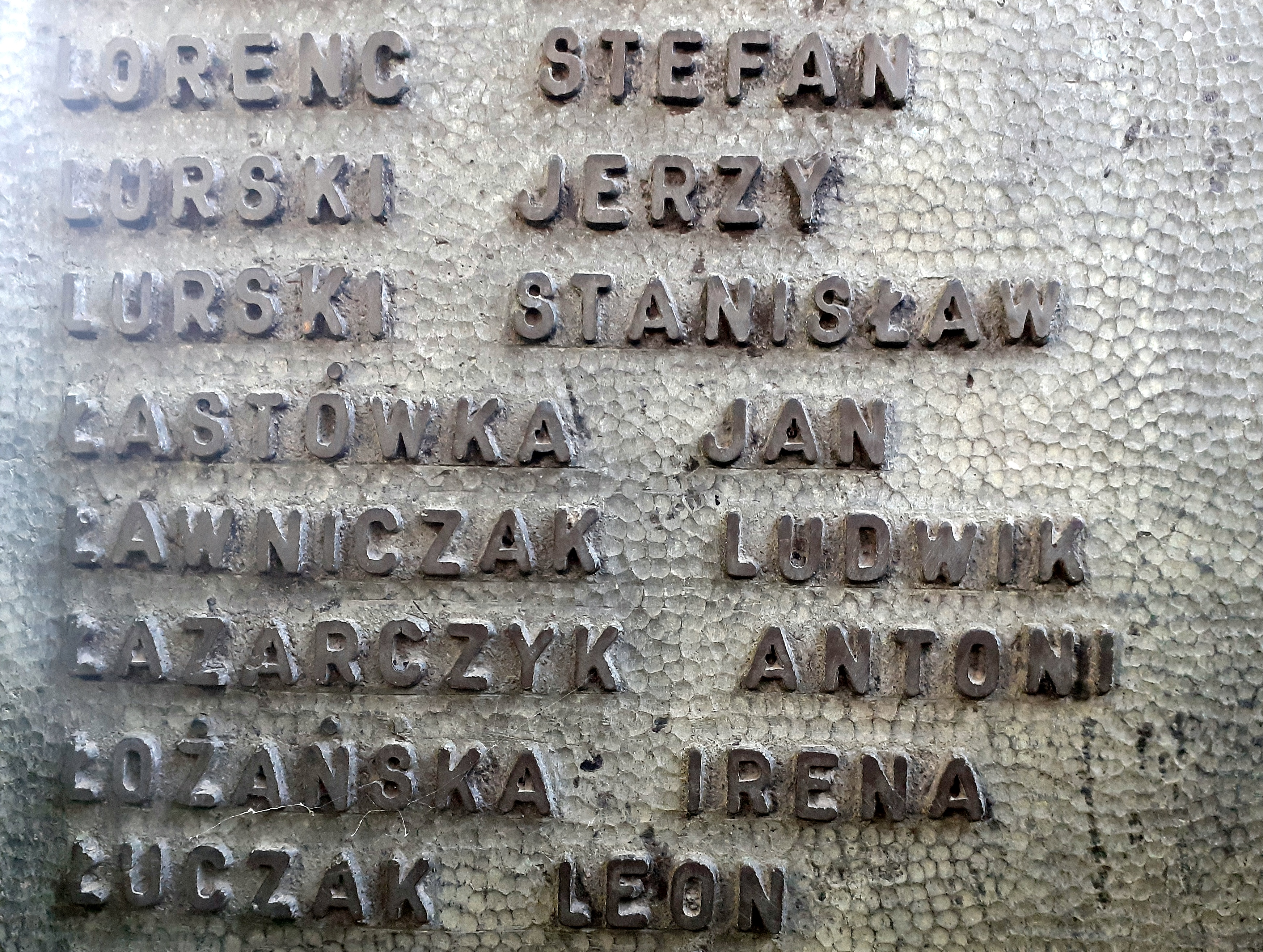
Upamiętnienie Jerzego i Stanisława Lurskich na Mauzoleum w Sanoku

Franciszek Lurski był synem Karola i Marii z domu Grzegorzewicz. Miał dwóch braci. Starszym z nich był Stanisław, urodzony w 1893, kapitan intendent rezerwy, kupiec, podczas wojny poniósł śmierć w niemieckim obozie koncentracyjnym KL Auschwitz w 1942. Młodszy z braci Lurskich, Kazimierz urodził się 27 kwietnia 1898 roku w Starej Soli. Mianowany podporucznikiem rezerwy ze starszeństwem z dniem 1 września 1929 roku w korpusie oficerów piechoty. W 1934 roku pozostawał w ewidencji Powiatowej Komendy Uzupełnień Królewska Huta. Posiadał przydział do Oficerskiej Kadry Okręgowej Nr V. Pełnił wówczas służbę w Straży Granicznej. Podczas II wojny światowej także był żołnierzem armii gen. Andersa.
3 września 1921 w Chełmie Franciszek Lurski ożenił się z pochodzącą ze szlachecko-ziemiańskiej rodziny z Sambora, Marią z Bańkowskich, córką Józefa, porucznika huzarów węgierskich (od 1918 była zatrudniona w sferze buchalterii przy lubelskich zakładach mięsno-wędliniarskich, gwarantujących żywność dla armii polskiej podczas wojny z bolszewikami). Mieli czworo dzieci: dwóch synów (Zbigniew ur. 1922 i Jerzy ur. 1924) oraz dwie córki (Barbara ur. 1929 po mężu Winiecka i Kazimiera ur. 1934 po mężu Drwięga). W Warszawie rodzina Lurskich zamieszkiwała przy ulicy Odyńca do połowy 1939. Po powrocie do Sanoka Franciszek Lurski wraz z żoną, jej rodzicami i czworgiem dzieci zamieszkał w kamienicy położonej przy ulicy Królewskiej 29 (pierwotnie budynek figurował pod numerem konskrypcyjnym 357), zakupionej (według różnych źródeł w 1935 lub 1937) przez Marię z kwoty wygranej przez nią w loterii państwowej. Starszy syn, sierżant Zbigniew Lurski był dowódcą plutonu czołgów w 2 Armii LWP. Młodszy syn, Jerzy Lurski był porucznikiem Armii Krajowej, aresztowany przez Niemców, w kwietniu 1944 został rozstrzelany przez Gestapo za działalność w konspiracyjnym zgrupowaniu AK Sanocczyczny. Obie córki F. i M. Lurskich po śmierci ojca nie zostały dopuszczone przez władze komunistyczne do dalszego kształcenia na studiach wyższych. Ponadto brat Marii Lurskiej, uczestnik wojny 1939 dostał się do niemieckiej niewoli, zaś jej ojciec po kampanii wrześniowej przedostał się na Węgry, a później był internowany w oflagu. Maria Lurska (ur. 10 września 1899 w Samborze, zm. 27 czerwca 2003 w Sanoku) dożyła 103 lat.
Podczas okupacji niemieckiej dom Lurskich był 9-krotnie poddawany rewizji przez Gestapo i hitlerowski wywiad. Mimo tego Maria i Zbigniew Lurscy wspomagali potrzebujących, im.in. ukrywając w swych zabudowaniach osoby zmierzające przez Węgry na zachód, członków konspiracji i Żydów, w tym między innymi Antoniego Żubryda. W domu zamieszkiwał także siostrzeniec Marii Lurskiej, Roman Bańkowski. Również po zakończeniu wojny obszerna kamienica Lurskich była schronieniem dla osób pozostających bez dachu nad głową. W pierwszych latach Polski Ludowej Maria Lurska była zaangażowana w działalność społeczną na rzecz potrzebujących w Sanoku, w tym w dożywianie gimnazjalistów. Od 1944 do 1954 działała w Kole Rodzicielskim przy organizowaniu szkolnictwa w Sanoku. Do końca życia Franciszek Lurski zamieszkiwał w rodzinnym domu, po przemianowaniu ulicy Królewskiej i zmianie numeracji położonym pod adresem ulicy Romualda Traugutta 31. W okresie PRL władze komunistyczne, w drodze wywłaszczenia, odebrały rodzinie Lurskich posesję wraz z kamienicą (w miejscu ich posiadłości na obszarze sanockiej dzielnicy Wójtostwo pomiędzy ulicą Romualda Traugutta a ówczesną ulicą Długą w latach 70. był tworzony ogród jordanowski, zajmujący ok. 2/3 części należących do nich niegdyś gruntów; oddany do użytku w 1978)).

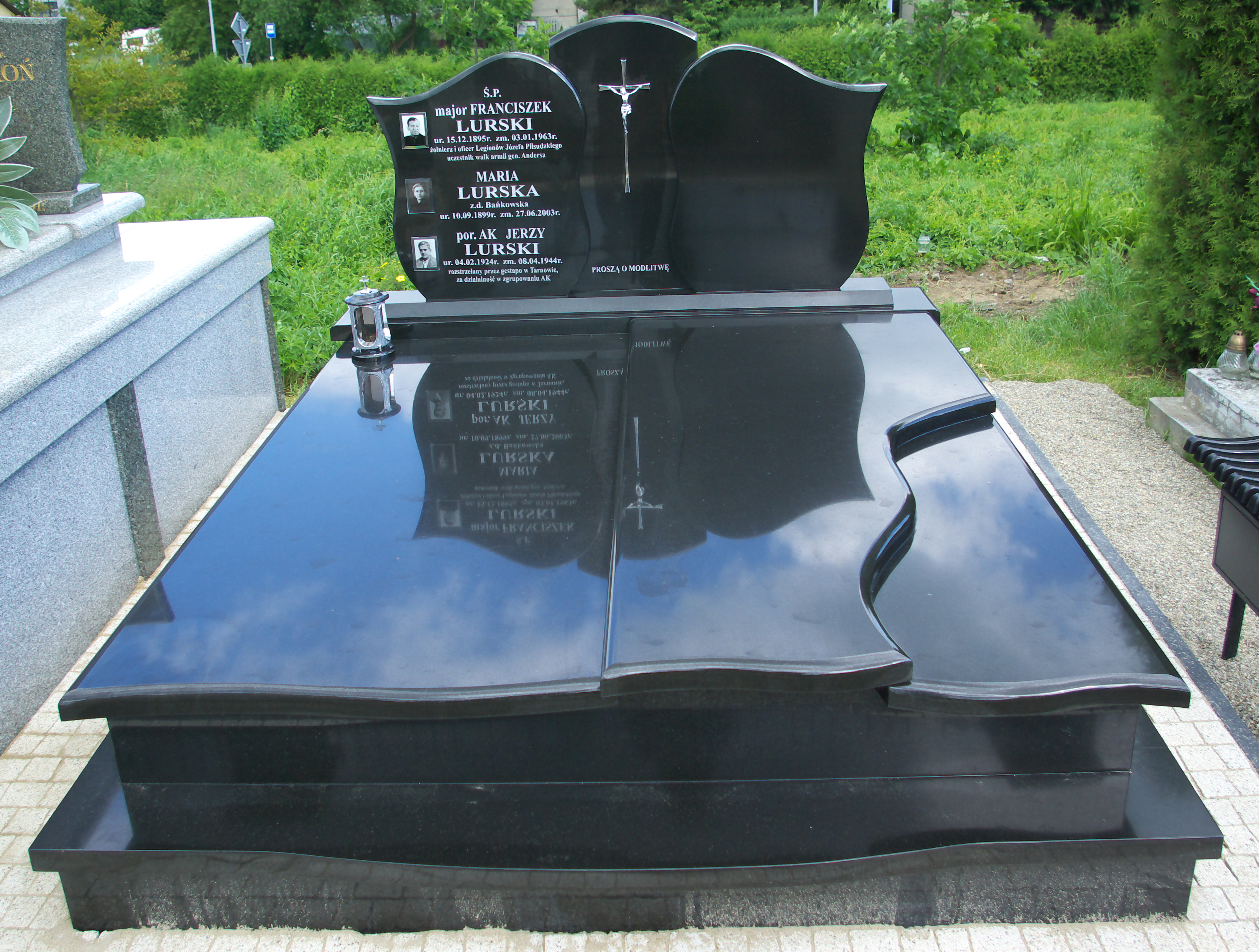
Grobowiec rodziny Lurskich w Sanoku (2016)

W grobowcu rodzinnym Franciszka Lurskiego, położonym na obecnym Cmentarzu Centralnym w Sanoku obok wschodniej części kwatery żołnierzy Wojska Polskiego, została pochowana jego żona Maria. Symboliczną inskrypcją tamże został upamiętniony ich syn Jerzy. Ponadto Jerzy i Stanisław Lurski zostali upamiętnieni na tablicy w Mauzoleum Ofiar II Wojny Światowej na tym samym cmentarzu.

## Ordery i odznaczenia
- Krzyż Niepodległości (17 września 1932) – „za pracę w dziele odzyskania niepodległości”[66][d]
- Krzyż Walecznych (dwukrotnie)[67][68]
- Srebrny Krzyż Zasługi z Mieczami[33]
- Srebrny Krzyż Zasługi (16 marca 1933) – „za zasługi na polu organizacji i administracji wojska”[69]
- Brązowy Krzyż Zasługi (lata 30.)[15]
- medale i odznaczenia w okresie II Rzeczypospolitej[7]
- Srebrny Medal Waleczności II klasy (Austro-Węgry, 1916) - „w uznaniu mężnego zachowania się w obliczu nieprzyjaciela”[70]; za udział w ataku na Przepiórów 23-24 maja 1915[4]

Według Romana Bańkowskiego, krewnego Franciszka Lurskiego, został on także odznaczony Krzyżem Srebrnym Orderu Virtuti Militari, czego nie potwierdzają inne źródła wymienione w niniejszym biogramie. W swoich wspomnieniach R. Bańkowski wymienił także zagraniczne odznaczenia Africa Star, Italy Star, Europe Star.